# Polymixiiformes
L'ordine dei Polymixiiformes comprende 10 specie di pesci d'acqua salata, appartenenti alla famiglia Polymixiidae nell'unico genere Polymixia.

## Etimologia
Il nome del genere, della famiglia e dell'ordine derivano dall'unione delle parole greche poly, molto, gran quantità + myxo, muco.

## Distribuzione e habitat
Queste specie sono diffuse in tutti gli oceani e nel Mar Rosso: abitano acque medio profonde, fino a 800 metri.

## Descrizione
I pesci del genere Polymixia presentano un corpo ovaloide, compreso ai fianchi, con bocca e occhi grandi, piccolo peduncolo caudale, pinne minute. Una coppia di lunghi barbigli parte dal mento. La livrea presenta tendenzialmente un colore di fondo grigio argenteo con riflessi rosati e pinne bruno scuro.

Le dimensioni variano dai 14 cm ai 47 cm, secondo la specie.

## Alimentazione
Sono pesci predatori: si nutrono di pesci, crostacei e molluschi.

## Specie
- Polymixia berndti
- Polymixia busakhini
- Polymixia fusca
- Polymixia japonica
- Polymixia longispina
- Polymixia lowei
- Polymixia nobilis
- Polymixia salagomeziensis
- Polymixia sazonovi
- Polymixia yuri

## Generi estinti

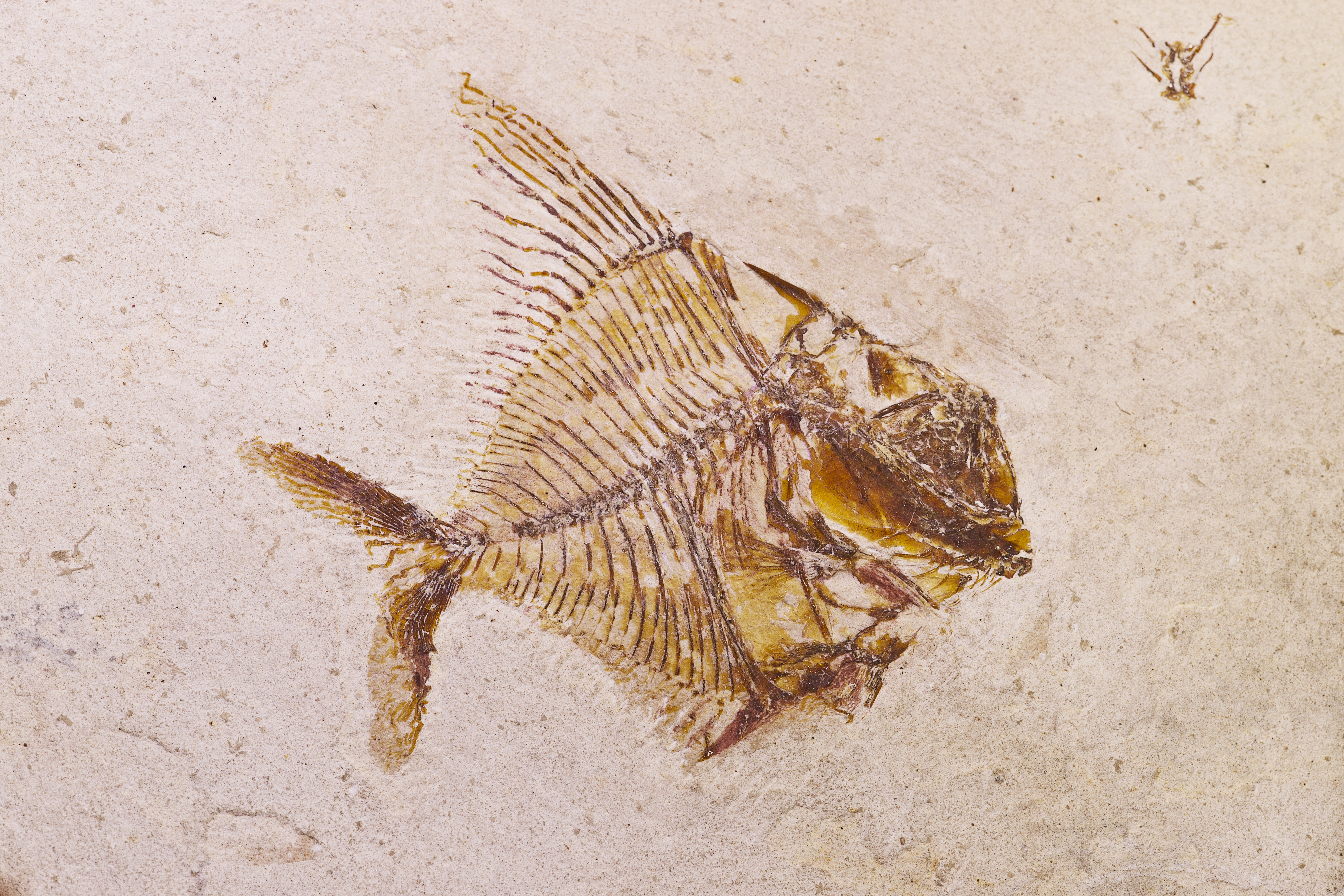
Aipichthys minor

All'ordine Polymixiiformes sono riconducibili altri generi, tutti oggi estinti e riscoperti grazie ai resti fossili:
- Aipichthyoides
- Aipichthys
- Berycopsia
- Berycopsis
- Cumbaaichthys
- Dalmatichthys
- Homonotichthys
- Omosoma
- Omosomopsis
- Paraipichthys
- Polyspinatus
- Pycnosterinx